# تشيكا جيسيكا
تشيكا جيسيكا (بالإندونيسية: Sisca Jessica)‏ هي ممثلة إندونيسية، ولدت في 25 أبريل 1988 في باندونغ في إندونيسيا.

## وصلات خارجية
- تشيكا جيسيكا على موقع IMDb (الإنجليزية)
- تشيكا جيسيكا على موقع قاعدة بيانات الفيلم (الإنجليزية)